# Jacek Rozdrażewski
Jacek Mikołaj Hiacynt Rozdrażewski herbu Doliwa (zm. w sierpniu 1651) – podpułkownik wojsk wielkopolskich, potem pułkownik wojsk koronnych, w latach 1648–1651 uczestnik kampanii przeciw Kozakom.
Wywodził się z linii Rozdrażewskich z Nowego Miasta nad Wartą, był wnukiem Wojciecha ze Sławska i synem Wojciecha oraz Elżbiety z Pierzchlińskich. Jego siostrami były: Teofila, Agnieszka, Katarzyna i Marianna. Opiekowali się nim od 1624 do 1626 (po śmierci ojca) jego krewni ze strony ojca: kasztelan międzyrzecki Hieronim Rozdrażewski Jarosz i starosta odolanowski Jan Rozdrażewski oraz matki, Andrzej Pierzchliński. Studiował w Akademii Lubrańskiego w Poznaniu (1623–1628), a po roku 1633 wyjechał do Niemiec, gdzie zaciągnął się najprawdopodobniej do wojska i podczas wojny trzydziestoletniej walczył m.in. w Niderlandach. Po powrocie do kraju zwrócił na siebie uwagę króla Władysława IV Wazy, który zamierzał jego doświadczenie wojenne wykorzystać w planowanej wojnie przeciw Turcji. Rozdrażewski wystawił, zgodnie z dyspozycjami sejmiku średzkiego z 13 września 1646, półtorej setki pieszych i jeszcze dodatkowo pięćdziesięciu na własny koszt; zmiana planów królewskich w maju 1647 spowodowała jednak, że żołnierza powiatowego rozpuszczono.
W roku następnym, po wybuchu powstania Kozaków, Rozdrażewskiego zobowiązano do wystawienia z Wielkopolski pięciuset dragonów. Jego pułk liczył w rezultacie nawet nieco więcej, bo 550 konnych. Nie ma jednak pewności, czy wojska podpułkownika Jacka Rozdrażewskiego dotarły na pole bitwy pod Piławcami W roku 1649 jego 550-konny pułk wszedł w skład królewskiej dywizji Andrzeja Firleja. Przez lipiec i sierpień 1649 pułk dragonów Rozdrażewskiego wyróżnił się podczas obrony Zbaraża; stracił w tym czasie – z braku paszy – swoje konie, toteż na leża zimowe wojska Rozdrażewskiego, wraz z całą dywizją, udać się musiały pieszo.
W 1651 Jacek Rozdrażewski dowodził pułkiem 1200 żołnierzy piechoty, werbowanym m.in. w Wielkopolsce. Wziął udział w kampanii hetmana polnego Marcina Kalinowskiego, zwyciężając z nim pod Krasnem, walcząc pod Winnicą i w Kamieńcu Podolskiego, wreszcie przedzierając się do Sokala. Kampania ta kosztowała pułk Rozdrażewskiego blisko sześciuset żołnierzy: w Sokalu z 1200 pozostało tylko 619 zdolnych do walki.
W czerwcu, w pod Beresteczkiem pułkownik Rozdrażewski walczył wraz ze swoimi żołnierzami pod osobistym dowództwem króla Jana Kazimierza. Kilka dni później, 4 lipca w natarciu na kozackie tabory Rozdrażewski stracił w wyniku nieprzyjacielskiego ostrzału swego konia pod siodłem, bez szwanku jednak z tego sam zdrów został za łaską Bożą.
Efektem ciężkiej kampanii wojennej na Ukrainie była choroba Rozdrażewskiego. Opuściwszy swój pułk w połowie lipca udał się do Lubartowa, gdzie na początku sierpnia zmarł na powietrze z Kamieńca zarażony. Nie wiadomo nic o tym, czy był kiedykolwiek żonaty, a dzieci nie miał.